# Українське товариство охорони пам'яток історії та культури
Українське товариство охорони пам'яток історії та культури (УТОПІК) — добровільна громадська організація, заснована 21 грудня 1966.

## Мета
Товариство створювалося з метою «залучити широкі верстви населення до активної участі у виявленні, вивченні, збереженні, реставрації, консервації та популяризації пам'ятників історії, археології, архітектури, мистецтва, літератури й письменності, етнології»;

## Діяльність
Громадська організація «Українське товариство охорони пам'яток історії та культури» (далі — Товариство) має багаторічну історію, традиції, фундаментальні напрацювання у пам'яткоохоронній галузі. Незгасне прагнення зберігати культурну спадщину в Україні зародилося з перших років заснування Товариства та залишається домінуючим напрямом його діяльності до сьогодні.
Відповідно до статуту, Товариство є недержавною, неприбутковою всеукраїнською громадською організацією, що на добровільних засадах об'єднує за спільними інтересами широкі верстви населення, колективи організацій та установ, які здійснюють свою діяльність в галузі охорони культурної спадщини. Товариство керується у своїй діяльності положеннями Конституції України, Закону України «Про громадські об'єднання», «Про охорону культурної спадщини».
Серед пріоритетних  напрямів діяльності Товариства є:
- аналіз культурної політики сприяння активній участі у формуванні реформ у пам'яткоохоронній сфері, виробленні, реалізації моніторингу та оцінки державної політики у сфері охорони культурної спадщини;

- виявлення, наукове вивчення пам'яток історії та культури, сприяння державним органам та органам місцевого самоврядування в їх охороні, збереженні та використанні в умовах децентралізації;

- співпраця з міжнародними організаціями та вітчизняними громадськими організаціями у сфері охорони культурної спадщини;

- соціальний діалог, інформаційна та культурно-просвітницька діяльність серед населення, підвищення фахового рівня членів Товариства в аспекті завдань євроінтеграції та відповідних напрямів діяльності відокремлених підрозділів;

- інституційний розвиток системи охорони культурної спадщини, формування аналітичних та інформаційних продуктів, що сприятимуть посиленню інтересу з боку громадян, експертного середовища до охорони культурної спадщини.

Впродовж 50-ти років свого існування Товариство пережило злети і падіння, стрімкий розквіт і скрутні часи, проте ні зміни державної політики, ні соціально-економічні перетворення та відсутність фінансування не стали на шляху досягнення благородної мети — збереження та передачі майбутнім поколінням унікальної культурної спадщини. Завдячуючи Товариству сьогодні ми маємо велику кількість пам'яток історії, археології, архітектури, науки і техніки, впорядкуванням, ремонтом або реставрацією яких займались його місцеві осередки та окремі члени.

## Історія
В 1965 році мистецтвознавець і архітектор Логвин Григорій Никонович опублікував у газеті Літературна Україна статтю, із закликом створити Українське товариство охорони пам'яток історії та культури. Ідея була підтримана багатьма вченими, митцями й культурними діячами, які утворили ініціативну групу й організували установчий з'їзд Товариства, який відбувся 1966 року.
Історія Товариства бере свій початок від 21 грудня 1966 року, коли  рішенням делегатів Установчого з'їзду, що відбувся у Києві, було одностайно прийнято постанову про створення громадської організації з метою задоволення суспільних інтересів у сфері охорони пам'яток історії та культури. Товариство об'єднало навколо себе видатних державних діячів, письменників, вчених — етнологів, істориків, архітекторів, археологів — представників активної громадськості: Артеменка І. І., Асєєва Ю. С., Бажана М. П., Гончара О. Т., Загребельного П. А., Логвина Г. Н., Сарбея В. Г., Телегіна Д. Я., Шевченка Ф. П. та багатьох інших. Особлива роль у становленні Товариства, як авторитетної всеукраїнської організації, належала академіку НАН України П. Т. Троньку, який впродовж 22 років очолював її. Започатковану важливу справу Тронька П. Т. продовжив академік НАН України П. П. Толочко, який понад чверть століття як голова Товариства опікувався численними проблемами збереження наших національних святинь. На сьогодні активну пам'яткоохоронну діяльність підтримують голова Товариства, заслужений працівник культури України Бур'янова М. І., а також її заступники заслужені працівники культури України  Пархоменко М. Т., Титова О. М., Кожушко Б. В.
Кожне десятиріччя діяльності Товариства мало свої особливості та домінуючі напрями роботи. Наприкінці 60-х — на початку 70-х рр. ХХ ст. розгорнулись широкомасштабні заходи із спорудження та впорядкування пам'ятників, обелісків, меморіалів, приурочених до важливих історичних дат або присвячених відомим постатям (близько 600 об'єктів). Споруджено Корсунь-Шевченківський меморіальний комплекс, впорядковано пам'ятні місця Чигиринського району Черкаської області, проведено реконструкцію садиби І. Котляревського в Полтаві. Започатковано роботу народних університетів з питань пам'яткознавства.
Перша половина 70-х років ознаменувалася активним будівництвом Музею народної архітектури та побуту, який під патронатом Товариства став не тільки культурно-просвітницьким, але і науковим центром із унікальними автентичними пам'ятками, отримав міжнародне визнання. Паралельно проводилися роботи над створенням Державного заповідника на острові Хортиця, колиски запорозького козацтва, що перетворився у популярний центр міжнародного туризму.
З середини 70-х рр. систематично працювали екскурсії, науково-пошукові експедиції з виявлення, вивчення та інвентаризації різних типів пам'яток по всіх регіонах країни: «Чумацькими шляхами», «По Шевченківських місцях», «Старожитності Наддніпрянщини» та ін. Важливою була робота із проектування та будівництва нових пам'ятників, що стали окрасою міст України: Марко Вовчок, В. Стефанику, О.Довженку, Лесі Українці. Увічнено в нових пам'ятниках, меморіалах пам'ять про Другу світову війну, встановлено пам'ятники та бронзові погруддя Героям Радянського Союзу. Проведено плідну роботу із дослідження воєнно-історичних пам'яток, розпочато спорудження і поповнення воєнними реліквіями Державного музею історії Великої Вітчизняної війни (нині — Національного музею історії України у Другій світовій війні).
У 80-х роках науково-дослідна робота Товариства полягала у проведенні наукових розвідок, розробці проблем наукової реставрації та консервації пам'яток мистецтва та архітектури, каталогізації, паспортизації пам'яток за новою уніфікованою формою. Проводилися охоронно-археологічні дослідження: на первісних і козацьких пам'ятках Херсонщини, трипільських Кіровоградщини, доби неоліту, бронзи, ранніх слов'ян на Волині, Черкащині, Миколаївщини, на місці поховання гетьмана І.Виговського на Львівщині, обстежено пам'ятки Трахтемирівського історико-культурного заповідника, впорядковано Шевченківські пам'ятки Черкащини. Наймасштабнішою із започаткованих Товариством експедицій стала «Запорозька Січ: зруйноване й уціліле».
Великого значення надавалося ремонту та реставрації пам'яток архітектури, серед яких: Борисоглібський собор, Спасо-Преображенський монастир, П'ятницька церква, Успенський собор у Чернігові, будинок Постеля в Тульчині, Успенський собор у Каневі, Домініканський  монастир у Вінниці, Ужгородський замок, архітектурний ансамбль с. Китайгородці на Дніпрі, Золоті ворота та Софійський собор у Києві, пам'ятки Львова, Севастополя.
У рамках пам'яткоохоронних програм у 80–90-х рр. розпочато спорудження пам'ятника видатному фольклористу, етнографу, академіку В.Гнатюку у Тернополі, частково музеєфіковано бастіон П.Дорошенка у Чигирині, проведено професіональні роботи з реставрації пам'яток на території Слов'яногірського історико-архітектурного заповідника на Донеччині, палацово-паркового комплексу «Шарівка» на Харківщині, пам'ятника Воронцову в Одесі.
У 90-ті рр. ХХ ст. домінуючими завданнями Товариства стала розробка комплексних наукових тем. Науково-методична рада, Колегія Головної ради Товариства активно розробляли цільові комплексні програми, зокрема: «Старовинні міста України», «Часи козацькі», «Шевченківські місця  в Україні» та ін. Для поглибленої розробки окремих напрямів роботи Товариства була створена низка наукових та культурно-просвітницьких центрів: Науково-дослідний центр «Часи козацькі», Культурологічний центр, Український центр біографічної некрополістики. З 1991 року діє спільна структура НАН України і Товариства — Центр пам'яткознавства.
Видавнича діяльність протягом усього функціонування Товариства була важливою складовою в реалізації пам'яткоохоронної справи, інструментом популяризації культурної спадщини. Завдяки Товариству, а також його обласним організаціям світ побачили багатотомні видання, енциклопедії, навчальні посібники, журнали, присвячені краєзнавчій, історичний, пам'яткоохоронній тематиці. Серед них: «Законодавство про пам'ятники історії та культури» 1970 р., навчальний посібник «Безцінні скарби народу» 1984 р., «Пам'ятники історії і культури Української РСР» 1987 р., «Словник пам'яток історії та культури м. Києва» 1990 р., багатотомне видання «Історія міст і сіл України», періодичні видання «Пам'ятки України», «Київська старовина», «Відлуння віків». Заслуговує на увагу практичне видання списків та матеріалів до Зводу пам'яток в Запорізькій, Житомирській, Полтавській, Івано-Франківській областях. Реалізуючи пам'яткоохоронні програми, Товариство, обласні організації продовжують активну роботу з підготовки й публікації пам'яткоохоронних видань і сьогодні, зокрема журналу «Пам'ятки України».
Високі показники ефективності та особливе значення в роботі Товариства займають наукові конференції, семінари, круглі столи, що збирають великі аудиторії професіоналів та аматорів пам'яткоохоронної сфери. За результатами роботи видаються фундаментальні збірки, що розкривають актуальні проблеми археології, історії, музеєзнавства, пам'яткознавства всіх регіонів України, зокрема збірка матеріалів науково-практичної конференції «Нові дослідження пам'яток козацької доби».
Початок — І десятиліття ХХІ ст. відзначився важливими подіями в житті Товариства. Активно розгорталася пам'яткоохоронна діяльність, направлена на вирішення проблем незаконного будівництва, перебудов, знищення пам'яток археології, архітектури, історичного ландшафту по всій території України. Особливої актуальності набула забудова Канева, Львова, Одеси, а також центру Києва, археологічних комплексів, національних заповідників та їх буферних зон: Національного Києво-Печерського історико-культурного заповідника, археологічного комплексу «Китаєве» Голосіївського району, Національного Музею народної архітектури та побуту України (Пирогово).
Проведено колосальну роботу у законодавчій сфері, зокрема над змінами до Закону України «Про охорону культурної спадщини», організовано прес-конференції та семінари, присвячені актуальним проблемам сучасного практичного пам'яткознавства.
Продовжено започатковані Товариством традиції проведення творчих конкурсів. Організовано Першу Всеукраїнську Толоку з метою збереження і охорони культурної спадщини місцевими осередками. Толока показала високі результати у пам'яткоохоронній роботі у містах: Чернігові, Львові, Одесі, Тернополі, Харкові, Луцьку, Вінниці, Івано-Франківську, Житомирі, Кропивницькому, Миколаєві, Сумах, Херсоні, Апостолівському районі Дніпропетровської області, Чорнухинському районі Полтавської області. Проведено Всеукраїнський огляд творчих робіт «Забуті пам'ятки історії та культури України» для дітей шкільного віку та студентства з метою залучення молодого покоління до збереження культурної спадщини.

## Структура

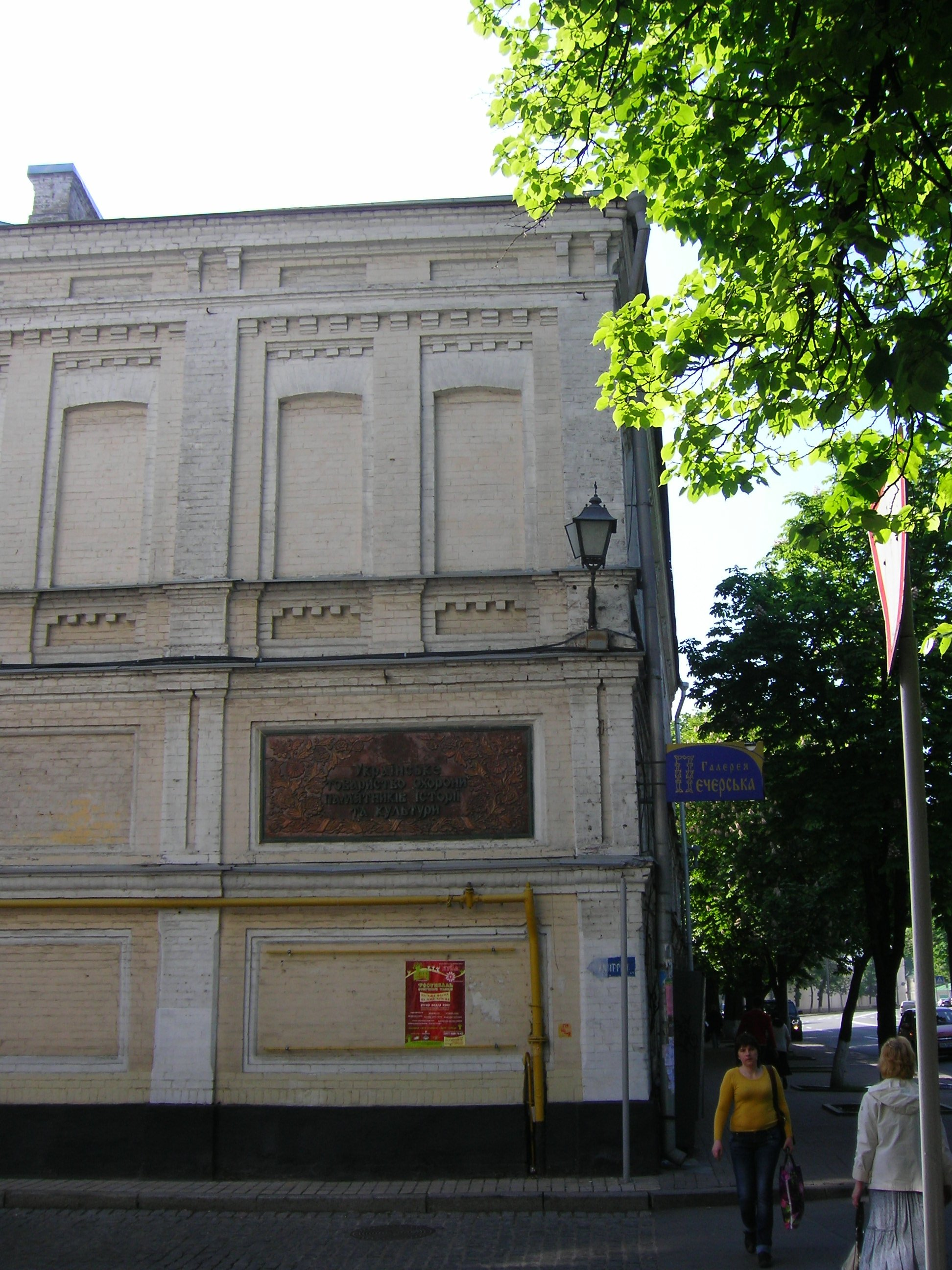
Табличка Українського товариства охорони пам'яток історії та культури на стіні Києво-Печерської лаври

Нині товариство є найбільшою і найструктурованішою інституцією з-поміж інших громадських організацій цього напряму. У складі УТОПІК діють 24 обласні організації, а також прирівнювані до них Київська і Севастопольська міські та Кримська республіканська організації. Організацій низового рівня (міських, районних, міжрайонних) та первинних осередків налічується близько 450.
Вищим органом самоврядування Товариства є з'їзд, який скликається один раз на п'ять років; проведення чергового ІХ-го з'їзду УТОПІК заплановане на грудень 2006 року. У період між з'їздами діяльність Товариства координується Головною радою. Пленуми Головної ради скликаються не рідше одного разу на рік.
Головою республіканського правління в 1967—1978 був — Тронько Петро Тимофійович. За офіційними даними в 1976 Товариство нараховувало 12 млн членів, об'єднаних в обласних, районних і міських комітетах.
Для поглибленої розробки окремих напрямків роботи УТОПІК була створена низка наукових та культурно-просвітницьких центрів:
- Науково-дослідний центр «Часи козацькі»,
- Культурологічний центр УТОПІК,
- Український центр біографічної некрополістики.

З 1991 року діє спільна структура НАН України та УТОПІК — Центр пам'яткознавства.
В межах пам'яткоохоронних програм Товариства проводяться численні публічні та наукові заходи, покликані привернути увагу як офіційних органів, так і широкої громадськості до пам'яткознавчої і пам'яткоохоронної проблематики.

## Видавнича діяльність
Товариство традиційно проводить широку просвітницьку діяльність: виступило засновником і видавцем інформаційно-методичних бюлетенів «Пам'ятки України: історія та культура» (1969—1989, з 1989 року — всеукраїнський науковий часопис) та «Вісник УТОПІК» (1997—2003).
З ініціативи Товариства у 1992 році був відновлений науковий історико-філологічний журнал «Київська старовина» — колишній друкований орган Київської Старої Громади (1882—1906).
Нині УТОПІК видає всеукраїнський часопис «Відлуння віків» (з 1997 року) та кілька наукових і науково-популярних видавничих серій.

## Керівництво
У лютому 2023 року головою товариства став екс-міністр культури 2010-2012 рр., скрипаль та екс-директор «Мистецького арсеналу» Михайло Кулиняк. Заступники: Балабан Венедикт Венедиктович та Сулим Олександр Георгійович

### До лютого 2023
ХІ  з'їздом Українського товариства охорони пам'яток історії та культури від 21 грудня 2016 року обрано нове керівництво:
- Голова: Бур'янова Марія Іванівна, кандидат історичних наук, Заслужений працівник культури України.
- Заступник голови: Пархоменко Микола Трохимович, Заслужений працівник культури України.
- Заступник голови: Титова Олена Миколаївна, кандидат історичних наук, Заслужений працівник культури України.
- Заступник голови: Кожушко Богдан Васильович.
- Вчений секретар: Горькова Анастасія Олексіївна, кандидат історичних наук.

### До грудня 2015
- У 1967—1988 голова Правління УТОПІК — академік НАНУ Петро Тронько[4][5], з 1989 до 2015 року Голова Товариства — Петро Толочко, академік НАН України, директор Інституту археології НАН України[6]
- Пархоменко Микола Трохимович — Перший заступник голови Товариства, Заслужений працівник культури України[7]
- Бур'янова Марина Іванівна — Тимчасовий виконувач обов'язків Першого заступника голови Товариства, кандидат історичних наук, Заслужений працівник культури України.
- Скорик Лариса Павлівна — Заступник голови Товариства, голова науково-методичної ради Товариства, професор Національної академії образотворчого мистецтва і архітектури України, кандидат архітектури
- Ходаківський Микола Степанович — Заступник голови Товариства, директор Музею народної архітектури та побуту України, Заслужений працівник культури України
- Титова Олена Миколаївна — Вчений секретар Товариства, директор Центру пам'яткознавства НАН України і УТОПІК, кандидат історичних наук, Заслужений працівник культури України.